# Éditions Grasset
Editions Grasset es una casa editorial francesa fundada 1907 por Bernard Grasset. En 1959 se fusionó con  Éditions Fasquelle, dando paso a Éditions Grasset & Fasquelle ya en 1967. Grasset publica la literatura francesa y extranjera, ensayo, novelas y obras de ciencias sociales, entre otros.

## Historia

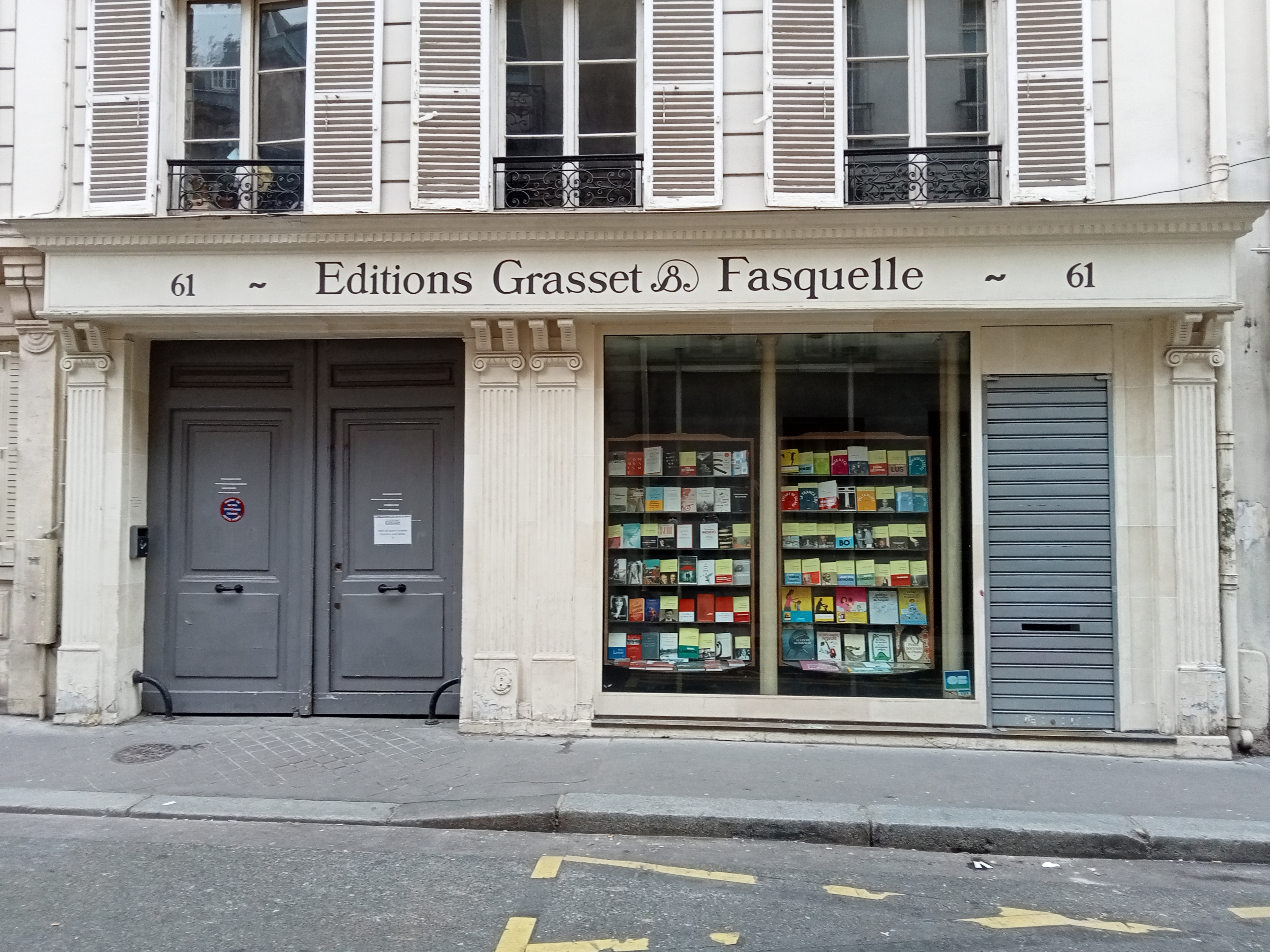
Sede de la editorial en París.

Éditions Grasset fue presidida en primera instancia por su fundador, Bernard Grasset. A su muerte, le sucedió su sobrino Bernard Privat. Tras la fusión de 1967, Privat continuó en la presidencia hasta 1981, momento en que pasó a ser presidida por Jean-Claude Fasquelle. Entre sus administradores destacó Jean Vigneau. Es de destacar que en 1954 Bernard Grasset vendió su parte del capital a Hachette.
En 2006, Olivier Nora fue nombrado presidente de Grasset, mientras que Jean-Claude Fasquelle pasó a ser presidente de honor.